# 梅津斯卡亞皮日馬河
梅津斯卡亞皮日馬河是俄羅斯的河流，屬於梅津河的右支流，位於科密共和國和阿爾漢格爾斯克州，河道全長236公里，流域面積3,830平方公里，河水主要來自融雪。
64°30′31″N 48°32′01″E / 64.50861°N 48.53361°E